# VfL Gummersbach
Maillots
Actualités
Dernière mise à jour : 22 mai 2024.
Le VfL Gummersbach (Verein für Leibesübungen Gummerbach von 1861) est un club omnisports allemand, basé à Gummersbach et qui possède des sections d'athlétisme, de tennis, de cyclisme sur route, de karaté, de tennis de table et de gymnastique.
Mais c'est la section de handball du club qui est la plus connue et est donc l'objet de cet article. Evoluant au plus haut niveau national depuis 1966 sans discontinuer, il est le deuxième club le plus titré d'Allemagne avec douze titres de Champion d'Allemagne derrière le THW Kiel. Sur le plan européen, le VfL Gummersbach a remporté 13 coupes d'Europe, étant notamment le deuxième club ayant remporté le plus de Ligue des champions derrière le FC Barcelone avec 5 victoires entre 1967 et 1983.
Depuis la saison 2013-2014, le club évolue dans une nouvelle salle, la Schwalbe-Arena, d'une capacité de 4132 places. En 2019, après avoir connu toutes les saisons de 1. Bundesliga depuis sa création en 1966, le club est relégué en 2. Bundesliga. Il évolue à nouveau dans l'élite depuis 2022.

## Histoire

### Fondation du club omnisports
Fondée le 3 mars 1861, le club omnisports Gummersbacher Turnverein fusionne en avril 1937 avec d'autres clubs sportifs de Gummersbach et prend le nom de VfL Gummersbach von 1861. Comme ce fut le cas de 1914 à 1918, le club omnisports a été mis en sommeil pendant la Seconde Guerre mondiale avant d'être reconstitué le 29 septembre 1945. La section de handball a elle été fondée en 1923.

### Les débuts et l'âge d'or (1966-1991)
Alors qu'en Allemagne et dans le reste de l'Europe, on jouait encore principalement au handball à onze en extérieur, le club se concentre très tôt dans sa version à sept en salle. Le premier titre national arrive en 1966, à la veille de la création de la Bundesliga. Et ce premier titre inaugure une longue période de succès, puisque, si en 1967 le club conserve son titre de champion d'Allemagne, il remporte également sa première Coupe des clubs champions.
Jusqu'au début des années 1990, le club remporte ainsi un total de 12 titres de Champion d'Allemagne et de cinq Coupe d'Allemagne sur le plan national ainsi que dix coupes d'Europe : cinq fois la Coupe des clubs champions, une Coupe de l'IHF, deux Coupe des coupes et deux Coupe d'or de l'IHF.
L'équipe est alors portée notamment par Joachim Deckarm, tragiquement décédé en 1979 lors d'un match de coupe d'Europe, Erhard Wunderlich ou encore Heiner Brand, formé au club et qui y effectue toute sa carrière entre 1959 et 1987.

### Le déclin (1991-2002)
Le titre de Champion d'Allemagne en 1991 est également marqué par le départ de son gardien star Andreas Thiel, élu meilleur handballeur de l'année en Allemagne à six reprises dans les années 1980. Et son déclin débute dès la saison suivante puisque le club termine à la 6e place puis se retrouve dans la deuxième moitié du classement. N'étant pas non plus performant en Coupe d'Allemagne, le club ne participe alors plus à aucune Coupe d'Europe.
Le club westphalien a du mal à rivaliser avec les grosses cylindrées de la Bundesliga et en 1997, de graves problèmes financiers obligent les dirigeants à vendre beaucoup de joueurs et à changer la nature juridique du club qui devient une SARL (GmbH) sous le nom de VfL Handball Gummersbach GmbH.

### Un fragile renouveau européen (2002-2011)
Une lente remontée se produit au début des années 2000. Septième en 2003, sixième en 2004 puis cinquième en 2005, le club se qualifie ainsi pour la Coupe d'Europe de l'EHF où il atteint les demi-finales en 2005 et 2006.
Les performances du club sont d'ailleurs illustrées par le Sud-coréen Yoon Kyung-shin qui termine meilleur buteur du Championnat d'Allemagne à six reprises entre 1997 et 2004. Sous le capitannat de François-Xavier Houlet, le club se renforce avec notamment les français Cédric Burdet, Daniel Narcisse puis Geoffroy Krantz.
Avec la 3e place obtenue en 2006, le club se qualifie ainsi pour la première pour la Ligue des champions où il sera éliminé en quart de finale. Ce podium ne sera pas renouvelé et après une seconde participation à la Ligue des champions en 2007/08, c'est dans les deux autres coupes d'Europe qu'il brille finalement, remportant sous la houlette de Sead Hasanefendić la Coupe de l'EHF en 2009 puis la Coupe des coupes en 2010 et 2011.

### La deuxième déclin (depuis 2011)
À compter de 2011, le club connait sa deuxième période de déclin : il retrouve la deuxième moitié du classement et échappe même de peu à la relégation avec trois 15e place en 2013, 2017 et 2018.
En 2019, l'inévitable arrive : après avoir connu toutes les saisons de 1. Bundesliga depuis sa création en 1966, le club est relégué en 2. Bundesliga.

### Parcours
| Saison    | Compétitions nationales | Compétitions nationales | Compétitions nationales | Compétitions internationales | Compétitions internationales |
| Saison    | Niveau                  | Rang                    | Coupe                   | Coupes d'Europe*             | Coupe d'or IHF               |
| --------- | ----------------------- | ----------------------- | ----------------------- | ---------------------------- | ---------------------------- |
| 1961-1962 | ?                       | ?e                      | N/A                     | N/A                          | N/A                          |
| 1962-1963 | 1                       | 4e                      | N/A                     | N/A                          | N/A                          |
| 1963-1964 | Ligue régionale         | Ligue régionale         | N/A                     | N/A                          | N/A                          |
| 1964-1965 | 1                       | 3/4e                    | N/A                     | N/A                          | N/A                          |
| 1965-1966 | 1                       | Champion                | N/A                     | N/A                          | N/A                          |
| 1966-1967 | 1                       | Champion                | N/A                     | C1 : Vainqueur               | N/A                          |
| 1967-1968 | 1                       | Vice-champion           | N/A                     | C1 : 1/4 de finale           | N/A                          |
| 1968-1969 | 1                       | Champion                | N/A                     | N/A                          | N/A                          |
| 1969-1970 | 1                       | Vice-champion           | N/A                     | C1 : Vainqueur               | N/A                          |
| 1970-1971 | 1                       | 3e place                | N/A                     | C1 : Vainqueur               | N/A                          |
| 1971-1972 | 1                       | Vice-champion           | N/A                     | C1 : Finaliste               | N/A                          |
| 1972-1973 | 1                       | Champion                | N/A                     | N/A                          | N/A                          |
| 1973-1974 | 1                       | Champion                | N/A                     | C1 : Vainqueur               | N/A                          |
| 1974-1975 | 1                       | Champion                | N/A                     | C1 : 1/4 de finale           | N/A                          |
| 1975-1976 | 1                       | Champion                | N/A                     | C1 : 1/2 finale              | N/A                          |
| 1976-1977 | 1                       | 3e poule nord           | Vainqueur               | C1 : 1/2 finale              | N/A                          |
| 1977-1978 | 1                       | Vice-champion           | Vainqueur               | C2 : Vainqueur               | N/A                          |
| 1978-1979 | 1                       | 3e place                | 1/4 de finale           | C2 : Vainqueur               | N/A                          |
| 1979-1980 | 1                       | Vice-champion           | 1/2 finale              | C2 : Finaliste               | Vainqueur                    |
| 1980-1981 | 1                       | Vice-champion           | 1/4 de finale           | N/A                          | N/A                          |
| 1981-1982 | 1                       | Champion                | Vainqueur               | C3 : Vainqueur               | N/A                          |
| 1982-1983 | 1                       | Champion                | Vainqueur               | C1 : Vainqueur               | N/A                          |
| 1983-1984 | 1                       | 5e                      | 1/4 de finale           | C1 : 1/2 finale              | Vainqueur                    |
| 1984-1985 | 1                       | Champion                | Vainqueur               | N/A                          | N/A                          |
| 1985-1986 | 1                       | Vice-champion           | Finaliste               | C1 : 1/8 de finale           | N/A                          |
| 1986-1987 | 1                       | 3e place                | ?                       | C3 : 1/2 finale              | N/A                          |
| 1987-1988 | 1                       | Champion                | ?                       | C3 : 2e tour                 | N/A                          |
| 1988-1989 | 1                       | 3e place                | Finaliste               | C1 : 2e tour                 | N/A                          |
| 1989-1990 | 1                       | 1/2 finale              | ?                       | C2 : 1/2 finale              | N/A                          |
| 1990-1991 | 1                       | Champion                | ?                       | N/A                          | N/A                          |

* Coupes d'Europe :
- C1=Coupe des clubs champions / Ligue des champions ;
- C2=Coupe des vainqueurs de coupe ;
- C3=Coupe de l'IHF / Coupe de l'EHF / Ligue européenne.

| Saison    | Compétitions nationales | Compétitions nationales | Compétitions nationales | Compétitions internationales | Compétitions internationales |
| Saison    | Niveau                  | Rang                    | Coupe                   | Coupes d'Europe*             | Supercoupe                   |
| --------- | ----------------------- | ----------------------- | ----------------------- | ---------------------------- | ---------------------------- |
| 1991-1992 | 1                       | 6e                      | ?                       | C1 : 1/8 de finale           | N/A                          |
| 1992-1993 | 1                       | 10e                     | ?                       | N/A                          | N/A                          |
| 1993-1994 | 1                       | 12e                     | ?                       | N/A                          | N/A                          |
| 1994-1995 | 1                       | 12e                     | ?                       | N/A                          | N/A                          |
| 1995-1996 | 1                       | 12e                     | ?                       | N/A                          | N/A                          |
| 1996-1997 | 1                       | 10e                     | ?                       | N/A                          | N/A                          |
| 1997-1998 | 1                       | 12e                     | 5e tour                 | N/A                          | N/A                          |
| 1998-1999 | 1                       | 9e                      | 4e tour                 | N/A                          | N/A                          |
| 1999-2000 | 1                       | 9e                      | 5e tour                 | N/A                          | N/A                          |
| 2000-2001 | 1                       | 11e                     | 3e tour                 | N/A                          | N/A                          |
| 2001-2002 | 1                       | 14e                     | 2e tour                 | N/A                          | N/A                          |
| 2002-2003 | 1                       | 7e                      | 5e tour                 | N/A                          | N/A                          |
| 2003-2004 | 1                       | 6e                      | 5e tour                 | N/A                          | N/A                          |
| 2004-2005 | 1                       | 5e                      | 3e tour                 | C3 : 1/2 finale              | N/A                          |
| 2005-2006 | 1                       | 3e                      | 5e tour                 | C3 : 1/2 finale              | N/A                          |
| 2006-2007 | 1                       | 4e                      | 1/8 de finale           | C1 : 1/4 de finale           | Finaliste                    |
| 2007-2008 | 1                       | 6e                      | 1/4 de finale           | C1 : 2e Groupe B TP          | N/A                          |
| 2008-2009 | 1                       | 9e                      | Finaliste               | C3 : Vainqueur               | N/A                          |
| 2009-2010 | 1                       | 5e                      | 4e                      | C2 : Vainqueur               | N/A                          |
| 2010-2011 | 1                       | 8e                      | 2e tour                 | C2 : Vainqueur               | N/A                          |
| 2011-2012 | 1                       | 11e                     | 1/4 de finale           | N/A                          | N/A                          |
| 2012-2013 | 1                       | 15e                     | 3e tour                 | N/A                          | N/A                          |
| 2013-2014 | 1                       | 12e                     | 2e tour                 | N/A                          | N/A                          |
| 2014-2015 | 1                       | 10e                     | 1/4 de finale           | N/A                          | N/A                          |
| 2015-2016 | 1                       | 9e                      | 1/8 de finale           | N/A                          | N/A                          |
| 2016-2017 | 1                       | 15e                     | 1er tour                | N/A                          | N/A                          |
| 2017-2018 | 1                       | 15e                     | 1er tour                | N/A                          | N/A                          |
| 2018-2019 | 1                       | 17e                     | 1/8 de finale           | N/A                          | N/A                          |
| 2019-2020 | 2                       | 4e                      | 2e tour                 | N/A                          | N/A                          |
| 2020-2021 | 2                       | 3e                      | Pas de coupe            | N/A                          | N/A                          |
| 2021-2022 | 2                       | 1er                     | ?                       | N/A                          | N/A                          |
| 2022-2023 | 1                       | 10e                     | ?                       | N/A                          | N/A                          |
| 2023-2024 | 1                       | 6e                      | 1/4 de finale           | N/A                          | N/A                          |
| 2024-2025 | 1                       | en cours                | ?                       | C3 : en cours                | N/A                          |

## Palmarès
| Compétitions internationales | Compétitions nationales |
| - Coupe des clubs champions - Vainqueur (5) : 1967, 1970, 1971, 1974 et 1983 - Finaliste en 1972 - Coupe des coupes - Vainqueur (4) : 1978, 1979, 2010, 2011 - Coupe de l'EHF - Vainqueur (2) : 1982, 2009 - Finaliste en 1980 - Supercoupe d'Europe - Vainqueur (2) : 1979, 1983 - Finaliste en 2006 | - Championnat d'Allemagne - Vainqueur (12) : 1966, 1967, 1969, 1973, 1974, 1975, 1976, 1982, 1983, 1985, 1988, 1991 - Vice-champion en 1968, 1970, 1972, 1978, 1980, 1981 - Coupe d'Allemagne - Vainqueur (5) : 1978, 1979, 1982, 1983, 1985 - Finaliste en 1986, 1989, 2009 |

## Effectif actuel
L'effectif du VfL Gummersbach pour la saison 2023-2024 est :
| Gardiens de but - 12 Daniel Rebmann - 16 Tibor Ivanišević Ailiers gauches - 05 Tilen Kodrin - 28 Hákon Daði Styrmisson - 06 Miloš Vujović Ailiers droits - 08 Lukas Blohme - 11 Mathis Häseler Pivots - 04 Elliði Snær Viðarsson - 40 Jonas Stüber - 66 Štěpán Zeman - 27 Kristjan Horžen | Arrières gauches - 07 Julian Köster - 15 Miro Schluroff Demi-centres - 21 Dominik Mappes - 30 Tom Kiesler Arrières droits - 09 Arnór Snær Óskarsson - 10 Finn Schroven - 19 Giorgi Tskhovrebadze - 44 Tom Jansen Staff - Guðjón Valur Sigurðsson, entraîneur - Mario Kelentrić, entraîneur des gardiens |

## Personnalités liées au club

### Joueurs

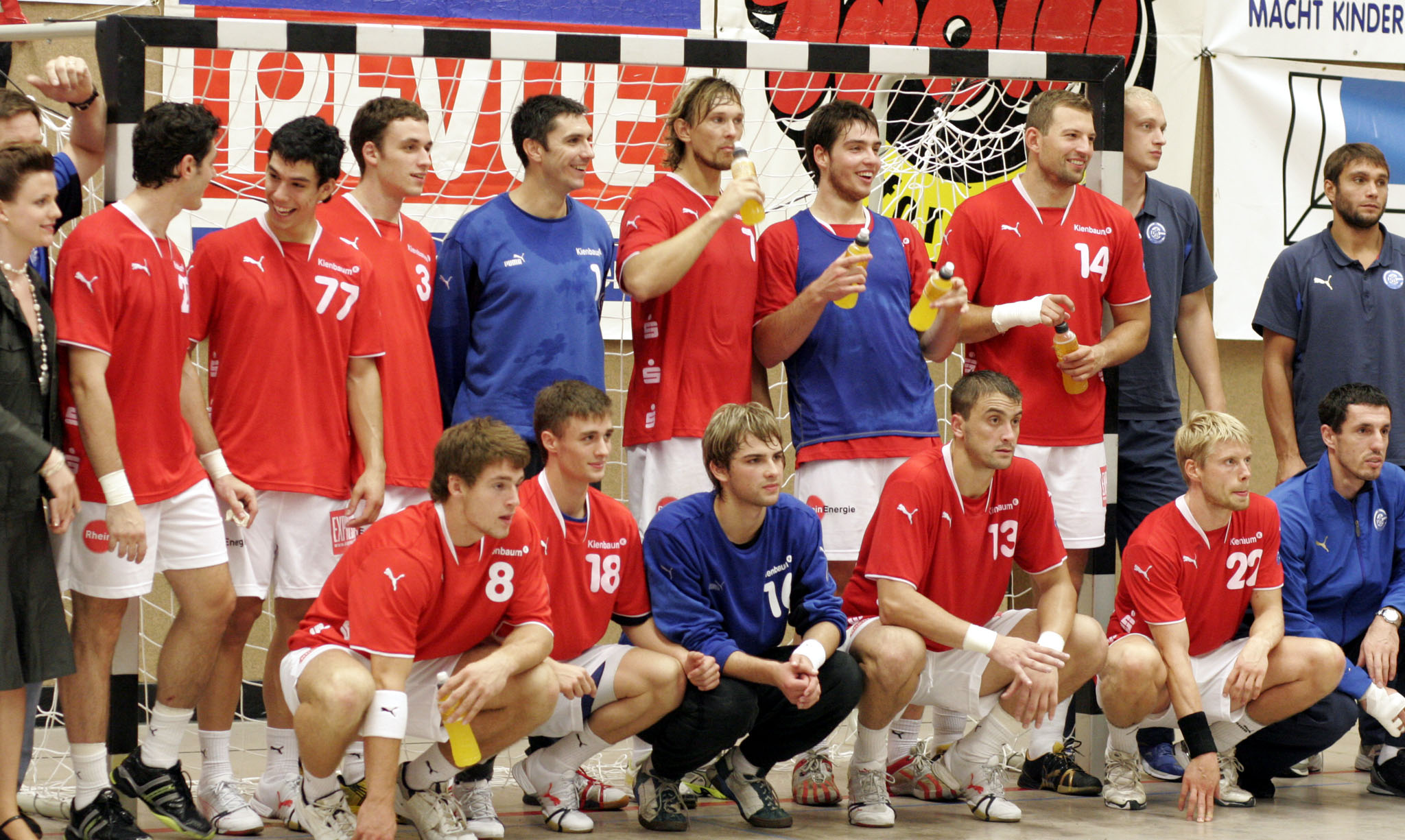
Le VfL Gummersbach le 12 août 2007

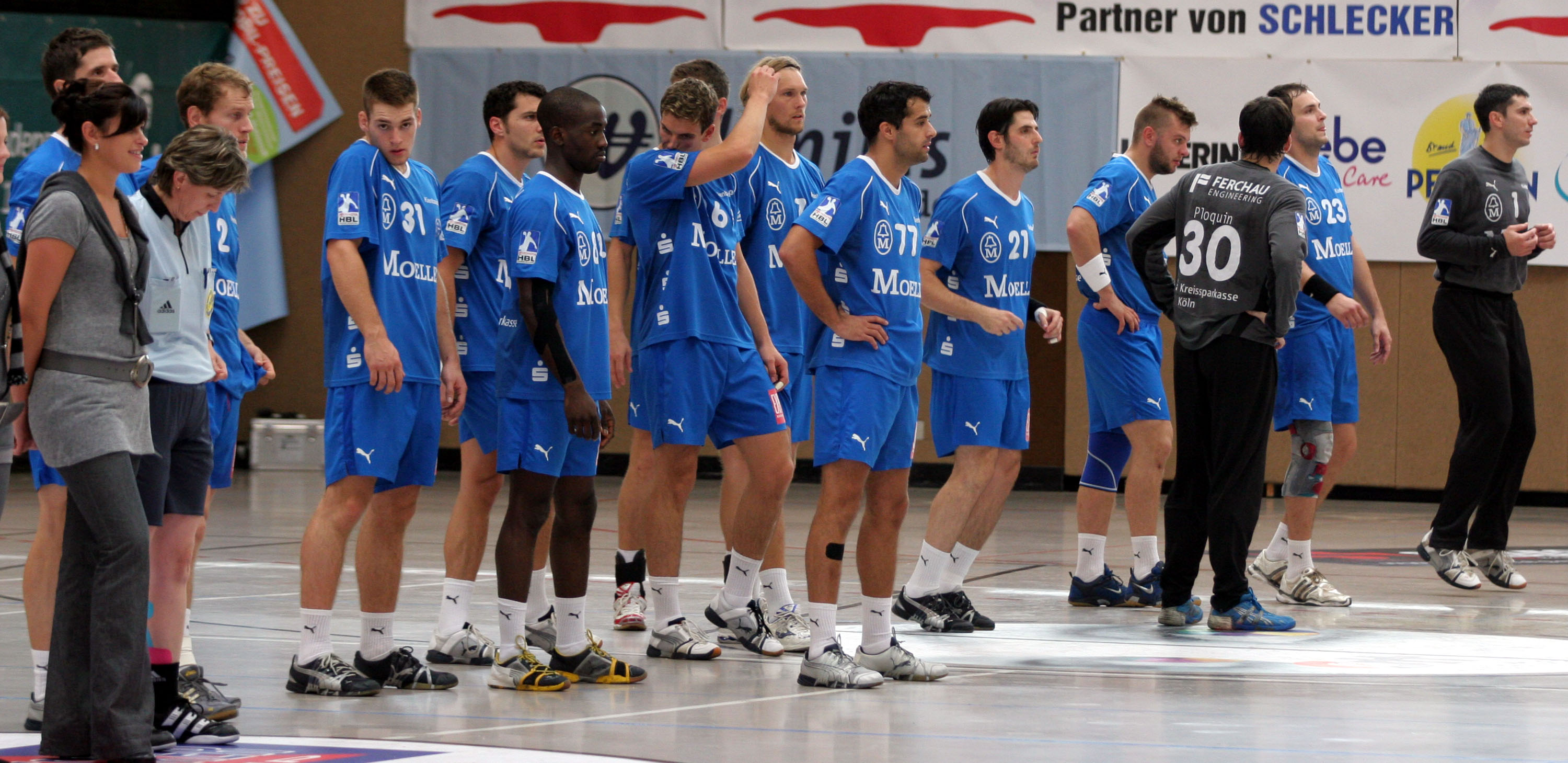
Le VfL Gummersbach lors de la saison 2008/2009

Parmi les joueurs ayant évolué au club, on trouve :
- Éric Amalou : de 1998 à 2000
- Igor Anic : de 2010 à 2012
- Heiner Brand : de 1959 à 1987
- Patrick Wiencek : de 2010 à 2012
- Cédric Burdet : de 2003 à 2006
- Joachim Deckarm : de ? à 1979
- Mark Dragunski : de 2003 à 2005
- Nándor Fazekas : de 2006 à 2009
- Valeri Gopine : de 1997 à 1998
- Róbert Gunnarsson : de 2005 à 2010
- François-Xavier Houlet : de 1999 à 2007
- Momir Ilić : de 2006 à 2009
- Geoffroy Krantz  : de 2007 à 2011
- Stefan Kretzschmar : de 1993 à 1996
- Julius Kühn : de 2014 à 2017
- Kentin Mahé : de 2011 à 2013
- Laurent Munier : de 1997 à 1998
- Daniel Narcisse : de 2004 à 2007
- Adrian Pfahl : de 2008 à 2013
- Christian Ramota (de) : de ? à ?
- Guðjón Valur Sigurðsson : de 2005 à 2008
- Goran Šprem : de 2011 à 2013
- Goran Stojanović : de 2006 à 2011
- Andreas Thiel : de 1979 à 1991
- Erik Veje Rasmussen : de 1984 à 1986
- Frank von Behren (de) : de 2003 à 2006
- Drago Vuković : de 2008 à 2011
- Erhard Wunderlich : de 1976 à 1983
- Yoon Kyung-shin : de 1996 à 2006
- Vedran Zrnić : de 2006 à 2013

### Entraîneurs
Parmi les entraîneurs du club, on trouve :
- Horst Dreischang, vainqueur de la Coupe des clubs champions en 1967, 1970 et 1971
- Đorđe Vučinić, finaliste de la Coupe des clubs champions en 1972, champion en 1973
- Victor Chița : de 1973 à 1975
- Petre Ivănescu : de 1978 à 1983
- Heiner Brand : de 1987 à 1991
- Hrvoje Horvat : de 1991 à novembre 1992
- Heiner Brand : de 1994 à 1996
- Petre Ivănescu : en 2002
- Sead Hasanefendić : de 2002 à 2004
- Velimir Kljaić : de 2005 à 2006
- Alfreð Gíslason : de 2006 à 2008
- Sead Hasanefendić : de 2008 à 2011
- Guðjón Valur Sigurðsson : depuis 2020[3]

## Infrastructures
Le club a évolué dans les différentes salles suivantes :
- Eugen-Haas-Halle
- Westfalenhallen
- Veltins-Arena
- Lanxess Arena (2001-2013)
- Schwalbe-Arena (depuis 2013)

## Galerie

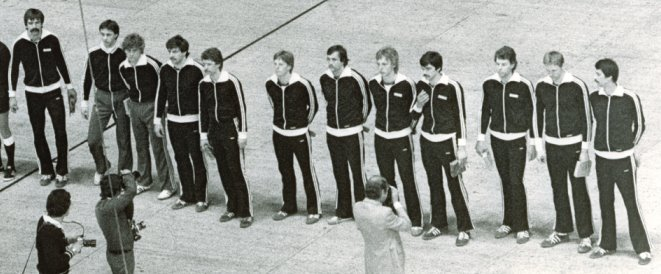
Le VfL Gummersbach en 1977
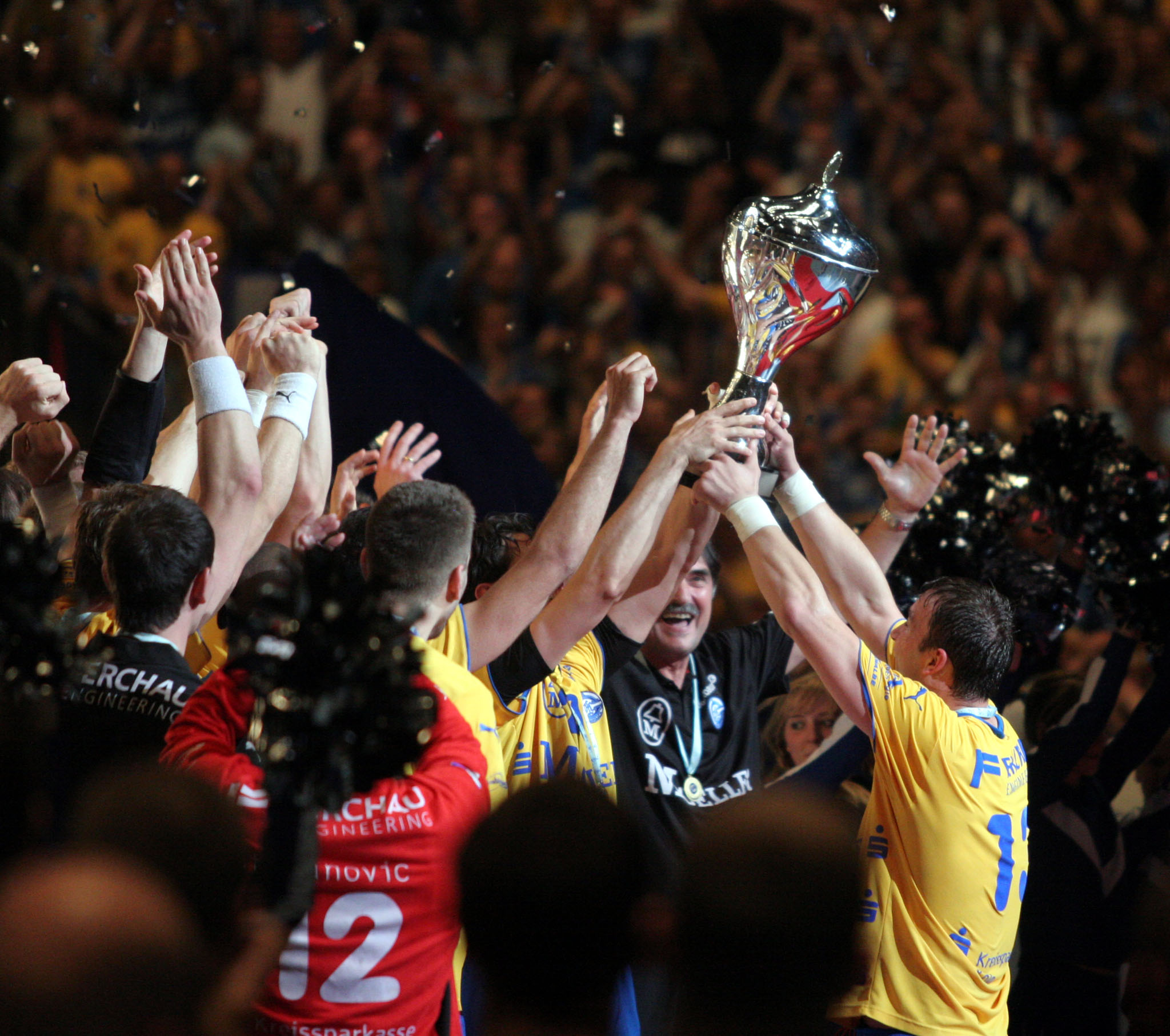
Le VfL Gummersbach remportant la Coupe de l'EHF en 2009
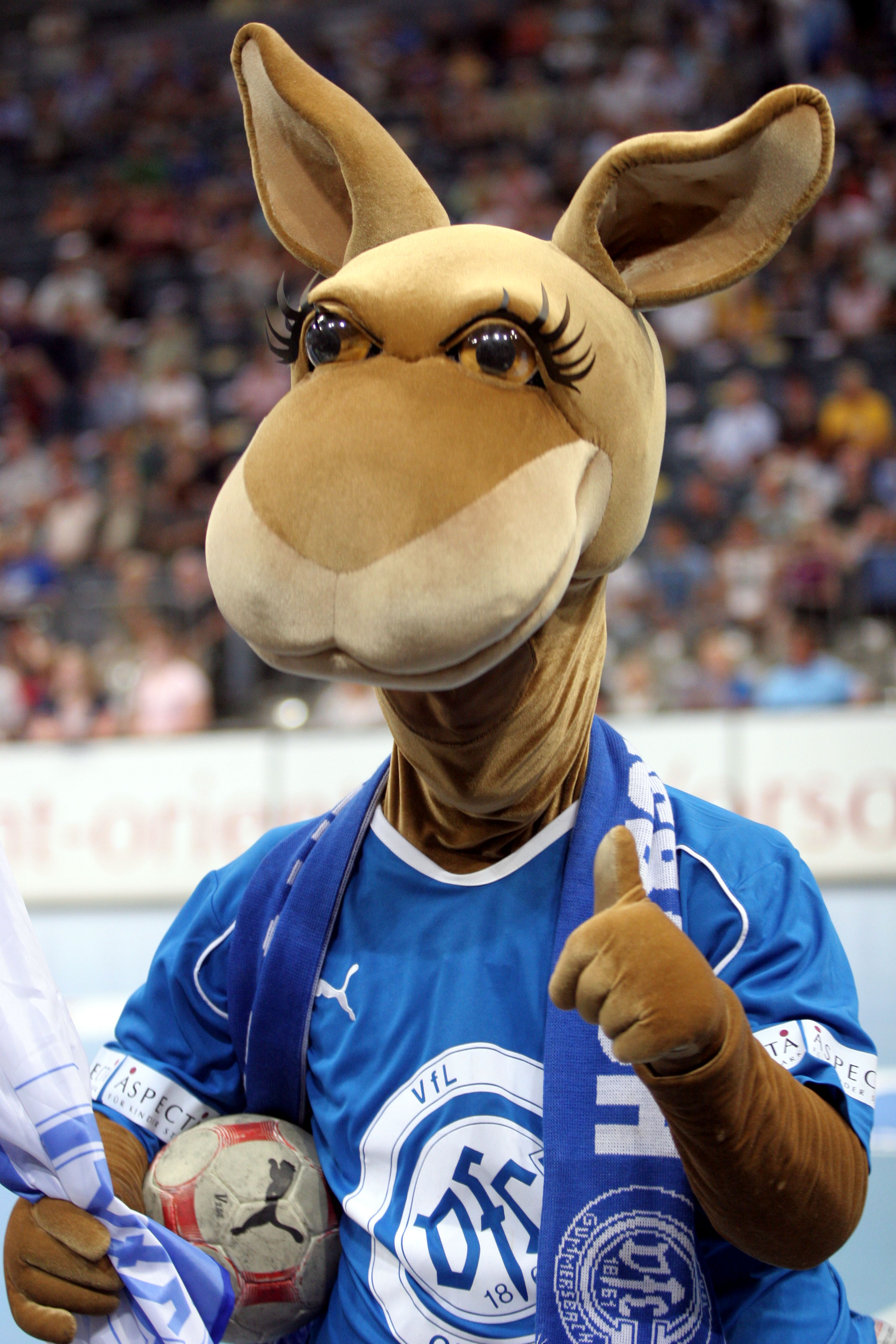
Gummi, la mascotte du club
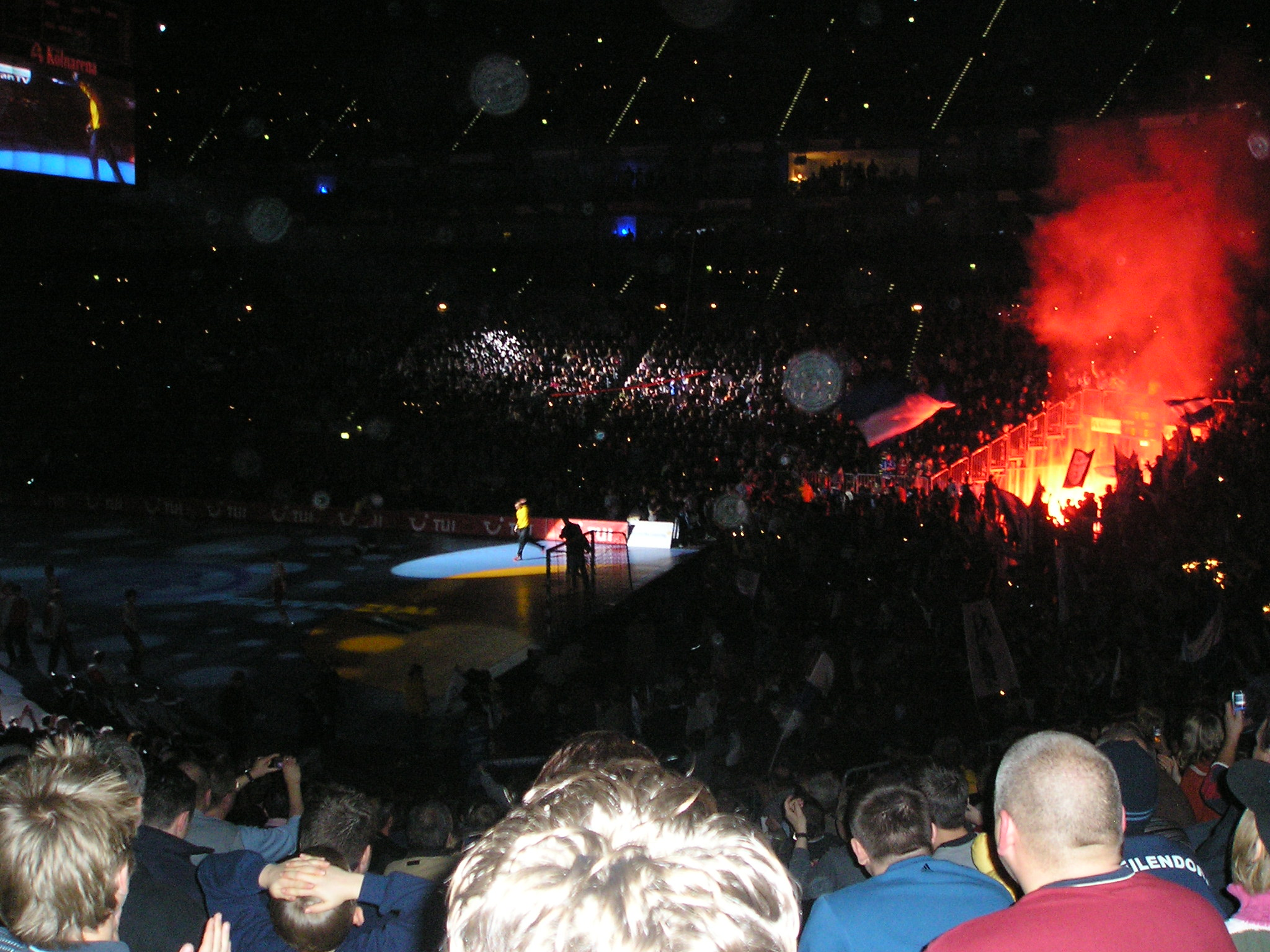
La Lanxess Arena de Cologne